# میک اودزلی
میک اودزلی (انگلیسی: Mick Audsley؛ زادهٔ ۲۳ دسامبر ۱۹۴۹) تدوین‌گر اهل بریتانیا است. وی از سال ۱۹۷۶ میلادی تاکنون مشغول فعالیت بوده‌است.

## فیلم‌شناسی
| سال  | فلم                                       | کارگردان          | توضیحات                                                                                   |
| ---- | ----------------------------------------- | ----------------- | ----------------------------------------------------------------------------------------- |
| ۱۹۸۰ | Brothers and Sisters                      | Richard Woolley   |                                                                                           |
| ۱۹۸۰ | Schiele in Prison                         | Mick Gold         |                                                                                           |
| ۱۹۸۲ | یک شغل نامناسب برای یک زن                 | Chris Petit       |                                                                                           |
| ۱۹۸۲ | Walter                                    | استیون فریرز      |                                                                                           |
| ۱۹۸۴ | The Cold Room                             | James Dearden     | فیلم تلویزیونی                                                                            |
| ۱۹۸۴ | The Hit                                   | Stephen Frears    |                                                                                           |
| ۱۹۸۵ | Dance with a Stranger                     | مایک نیوول        |                                                                                           |
| ۱۹۸۵ | رختشویخانه زیبای من                       | Stephen Frears    |                                                                                           |
| ۱۹۸۶ | Comrades                                  | Bill Douglas      |                                                                                           |
| ۱۹۸۷ | Prick Up Your Ears                        | Stephen Frears    |                                                                                           |
| ۱۹۸۷ | Sammy and Rosie Get Laid                  | Stephen Frears    |                                                                                           |
| ۱۹۸۸ | Soursweet                                 | Mike Newell       |                                                                                           |
| ۱۹۸۸ | روابط خطرناک                              | Stephen Frears    | نامزد — BAFTA Award for Best Editing                                                      |
| ۱۹۸۹ | ما فرشته نیستیم                           | نیل جردن          |                                                                                           |
| ۱۹۹۰ | کلاهبرداران                               | Stephen Frears    |                                                                                           |
| ۱۹۹۲ | قهرمان                                    | Stephen Frears    |                                                                                           |
| ۱۹۹۳ | Screen Two                                | Stephen Frears    | Edited "The Snapper" BAFTA TV Award for Best Film or Video Editor (Fiction/Entertainment) |
| ۱۹۹۴ | مصاحبه با خون‌آشام                         | Neil Jordan       | Co-edited with Joke van Wijk                                                              |
| ۱۹۹۵ | ۱۲ میمون                                  | تری گیلیام        |                                                                                           |
| ۱۹۹۶ | The Van                                   | Stephen Frears    |                                                                                           |
| ۱۹۹۷ | The Serpent's Kiss                        | فیلیپ روسولو      |                                                                                           |
| ۱۹۹۸ | انتقام‌جویان                               | جرمیا اس. چچیک    |                                                                                           |
| ۲۰۰۰ | وفادارانه                                 | Stephen Frears    |                                                                                           |
| ۲۰۰۱ | ماندولین کاپیتان کارولی                   | جان مدن           |                                                                                           |
| ۲۰۰۲ | چیزهای زیبای کثیف                         | Stephen Frears    |                                                                                           |
| ۲۰۰۳ | لبخند مونا لیزا                           | Mike Newell       |                                                                                           |
| ۲۰۰۵ | برهان                                     | John Madden       |                                                                                           |
| ۲۰۰۵ | هری پاتر و جام آتش                        | Mike Newell       |                                                                                           |
| ۲۰۰۷ | عشق سال‌های وبا                            | Mike Newell       |                                                                                           |
| ۲۰۰۸ | Killshot                                  | John Madden       | Co-edited with Lisa Gunning                                                               |
| ۲۰۰۹ | دکتر پارناسوس، مردی که به شیطان رو دست زد | Terry Gilliam     |                                                                                           |
| ۲۰۱۰ | شن‌های زمان                                | Mike Newell       | Co-edited with مایکل کان و مارتین والش                                                    |
| ۲۰۱۰ | Tamara Drewe                              | Stephen Frears    |                                                                                           |
| ۲۰۱۱ | The Wholly Family                         | Terry Gilliam     | Short film                                                                                |
| ۲۰۱۱ | تاج فرشته‌ها                               | Gaby Dellal       | Co-edited with Giles Bury                                                                 |
| ۲۰۱۱ | How to Steal 2 Million                    | Charlie Vundla    | Senior editor                                                                             |
| ۲۰۱۲ | ذخیره مورد علاقه                          | Stephen Frears    |                                                                                           |
| ۲۰۱۳ | Muhammad Ali's Greatest Fight             | Stephen Frears    | فیلم تلویزیونی                                                                            |
| ۲۰۱۳ | قضیه صفر                                  | Terry Gilliam     |                                                                                           |
| ۲۰۱۵ | اورست                                     | بالتاسار کورماکور |                                                                                           |
| ۲۰۱۶ | متفقین                                    | رابرت زمکیس       | Co-edited with Jeremiah O'Driscoll                                                        |
| ۲۰۱۷ | قتل در قطار سریع‌السیر شرق                 | کنت برانا         |                                                                                           |
| ۲۰۱۹ | The Personal History of David Copperfield | آرماندو یانوچی    | Post-production                                                                           |